# Neotenie

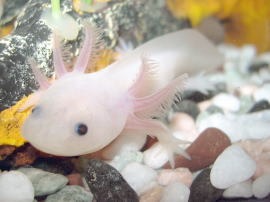
Axolotl

Neotenie of juvenilisatie is een vorm van heterochronie waarbij de ontwikkeling bij diersoorten vertraagd is ten opzichte van die van voorouders. Dit resulteert in pedomorfose waarbij in het volwassenstadium nog bepaalde kenmerken van het juveniele stadium behouden blijven, zoals wanneer een metamorfose achterwege blijft. Ze kunnen zich wel voortplanten hoewel ze niet alle kenmerken van een volwassen individu hebben. Neotenie is ook het verschijnsel waarbij een nieuw ontwikkelde soort lijkt op de juveniele fase van een voorouder. Zo zou het hoofd van de mens meer gelijken op het hoofd van een juveniele chimpansee dan op dat van een volwassen exemplaar. Een belangrijk gegeven bij dit begrip is dat volwassenen bepaalde infantiele kenmerken behouden. Progenese is juist een versnelde seksuele ontwikkeling.
Voorbeelden van neotenie:
- De axolotl heeft in het volwassen stadium nog uitwendige kieuwen. De meeste andere salamanders verliezen hun uitwendige kieuwen als zij volwassen worden. Voor soorten die in diepe meren of kraters leven (zoals de axolotl) zou dat een groot nadeel zijn. In grotten is de zuurstofconcentratie veel lager dan elders door het ontbreken van waterplanten en van licht.
- Verder komt neotenie voor bij sommige motten, kevers en waaiervleugeligen, een familie van insectenparasieten, maar alleen bij vrouwelijke exemplaren.
- Volgens Stephen Jay Gould vertoont de mens ook kenmerken die een voorbeeld vormen van neotenie. Zo beschikt de mens over fysische en psychische kenmerken zoals exploratiedrift, het verlangen om te spelen en een disproportioneel groot hoofd in verhouding tot de lichaamsgrootte.